# Сятракаси (Лапсарське сільське поселення)
Сятрака́си (рос. Сятракасы, чув. Çатракасси) — присілок у складі Чебоксарського району Чувашії, Росія. Входить до складу Лапсарського сільського поселення.
Населення — 960 осіб (2010; 733 у 2002).
Національний склад:
- чуваші — 92 %